# 兰加
兰加，是西班牙卡斯蒂利亚-莱昂阿维拉省的一个市镇。 总面积24km2, 总人口581人（2001年），人口密度24人/km2。